# Homosexualität in Trinidad und Tobago

Geografische Lage von Trinidad und Tobago

Homosexuelle Handlungen sind in Trinidad und Tobago sowohl für Männer als auch Frauen gesetzlich strafbar. Trotz langsam wachsender Akzeptanz ist Homophobie noch immer im Land verankert, weswegen LGBT-Menschen ihre sexuelle Identität vielerorts verbergen.

## Rechtliche Situation
(Auch heterosexueller) Analverkehr wurde nach § 13 des Sexual Offences Act von 1986 mit einer Freiheitsstrafe von bis zu 25 Jahren, bei Analverkehr mit Minderjährigen mit lebenslanger Freiheitsstrafe geahndet. § 16 sah eine Bestrafung für alle anderen gleichgeschlechtlichen sexuellen Handlungen zwischen Männern, ebenso wie zwischen Frauen, mit Gefängnis von bis zu fünf Jahren vor. Außer in Guyana und Barbados gab es in keinem weiteren Land in Amerika derart drakonische Strafen für einvernehmlichen Sex. Die Verordnung wurde im Jahr 2000 erneuert. Ausdrücklich von der Bestrafung dieser „unsittlichen Handlungen“ („acts of serious indecency“) ausgenommen waren solche von Ehepaaren oder von Männern mit Frauen ab einem Alter von 16 Jahren.
In den Jahren 2008 und 2009 unterzeichnete Trinidad und Tobago die Resolutionen der Organisation Amerikanischer Staaten (OAS), die das Verbot von Gewalt wegen sexueller Orientierung oder geschlechtlicher Identität fordern. Im Dezember 2008 lehnte die Regierung jedoch die Unterzeichnung einer von 66 Staaten unterstützen unverbindlichen Erklärung der Generalversammlung der Vereinten Nationen zur Entkriminalisierung der Homosexualität ab. 
Trinidad und Tobago gehörte bis 2018 zu den letzten zehn Ländern (allesamt Commonwealth-Staaten) auf dem Doppel-Kontinent Amerika, in denen Homosexualität noch sanktioniert wurde. Im April 2018 hob das Verfassungsgericht von Trinidad und Tobago die Strafbarkeit in einem höchstgerichtlichen Grundsatzurteil auf. Die Strafgesetzgebung wurde auch bereits vor diesem Grundsatzurteil allgemein „seit vielen Jahren nicht durchgesetzt und Homosexuelle nicht strafrechtlich verfolgt“.
2025 entschied ein Gericht, dass homosexuelle Handlungen strafbar sind, die Höchststrafe aber nur noch fünf Jahre betrage.
Gleichgeschlechtliche Paare werden weder im Wege der eingetragenen Partnerschaft noch im Rahmen einer gleichgeschlechtlichen Ehe anerkannt. Gemäß Artikel 8 des Immigration Act ist es ausländischen Prostituierten, Schwulen und Lesben nicht gestattet, das Land zu betreten. Der Artikel widerspricht allerdings dem in der Rechtsnormenhierarchie höherstehenden Vertrag von Chaguaramas, und es ist kein Fall bekannt, in dem dieses Gesetz angewendet wurde.

## Gesellschaftliche Situation
In einer Umfrage aus dem Jahr 2009 (Trinidad and Tobago Newsday, 17. April 2009) gaben 66 % der Befragten an, nicht in der Nachbarschaft eines Homosexuellen leben zu wollen. Eine im Dezember 2007 durch Gallup durchgeführte Umfrage ergab, dass Trinidad und Tobago zu den Ländern mit der geringsten Akzeptanz von Schwulen und Lesben in Amerika gehört. Zugleich waren 17 % der landesweit Befragten der Ansicht, dass die Region, in der sie lebten, ein guter Ort für Homosexuelle wäre. (im Vergleich: durchschnittlich 24 % bei 113 Ländern).
In der Hauptstadt Port of Spain existiert eine homosexuelle Szene. Gegen die Einreise des schwulen Popstars Elton John startete die lokale anglikanische Kirche 2007 eine Kampagne, konnte jedoch dessen Einreise und Teilnahme am Plymouth Jazz Festival auf Tobago letztlich nicht verhindern. Trinidads erste Pride Parade fand im Juli 2018 in Port of Spain statt.